# Paniza
Paniza là một đô thị ở tỉnh Zaragoza, Aragon, Tây Ban Nha. Theo điều tra dân số 2004 của Viện thống kê Tây Ban Nha (INE), đô thị này có dân số là 729 người. Diện tích đô thị này là 47 ki-lô-mét vuông. Đô thị này nằm ở độ cao 638 m trên mực nước biển.
Paniza cách thủ phủ Zaragoza 53 km.